# Aznakajevo
Aznakajevo (ryska Азнака́ево, tatariska Азнакай/Aznaqay) är en stad i Tatarstan i Ryssland. Folkmängden uppgick år 2015 till cirka 35 000 invånare.